# Pedro Montt
Pedro Montt Montt  (Santiago de Chile, 29 de junio de 1849 - Bremen, 16 de agosto de 1910) fue un abogado y político chileno, presidente de la República entre 1906 y 1910 y ministro de Estado en las presidencias de Domingo Santa María, Jorge Montt y José Manuel Balmaceda.
Fue el líder indiscutido del Partido Nacional, que pasó de apoyar el autoritarismo presidencial a ser defensor del sistema parlamentario, participando Montt del bando revolucionario contra Balmaceda en la guerra civil chilena de 1891.
Presentó infructuosamente su candidatura presidencial en 1901. En 1906 fue elegido presidente, liderando un movimiento conocido como el “regeneracionismo”, presentándose a la ciudadanía como el único hombre capaz de terminar con los excesos del régimen parlamentario y la crisis moral que se denunciaba en la época.
Como presidente, Montt buscó infructuosamente el regreso al sistema de patrón oro y poner fin a las emisiones monetarias. La falta de apoyo político, los efectos del terremoto de 1906, una crisis económica internacional y su progresivo deterioro físico supusieron el fracaso de su esfuerzo regenerador, cuyo mayor síntoma fue la matanza de la Escuela Santa María de Iquique en 1907.
Su mayor legado material fue el ferrocarril longitudinal, que unió el norte de Chile con las provincias del sur hasta Puerto Montt. El presidente no alcanzó a verlo terminado, pues falleció antes de concluir su periodo presidencial.

## Primeros años de vida
Hijo del presidente y senador Manuel Montt Torres y de Rosario Montt Goyenechea, hermano de los parlamentarios Luis y Enrique Julio Montt Montt.
Estudió en el Instituto Nacional y en la Universidad de Chile, titulándose de abogado en 1870.
Ingresó a la Sexta Compañía del Cuerpo de Bomberos de Santiago en 1868, sirviendo los cargos de secretario, capitán y secretario general de la Institución. Sirvió en la Sexta Compañía, desde el 29 de agosto de 1868 hasta el día de su muerte.
Se casó con Sara del Campo Yávar el 3 de enero de 1881, no tuvieron descendencia.

## Diputado, senador y ministro

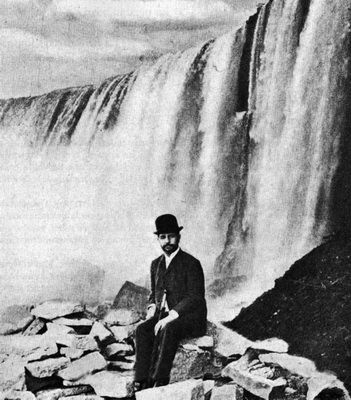
Pedro Montt en las Cataratas del Niágara (1901).

Fue elegido en 1876, como diputado suplente por Petorca, por el periodo 1876-1879. Durante ese periodo participó activamente en la Comisión de Hacienda, redactando un informe en que se enumeraban todas las contribuciones del país, con el fin de ponerles orden.
Al ser opositor al gobierno, postuló a dos diputaciones en 1879, Petorca y Castro, para asegurar su elección. Ocuparía el escaño por Petorca, que mantendría hasta 1900. En este periodo presentó una reforma al sistema carcelario. Buscó incluir dentro del presupuesto de la Cámara fondos para mejorar la Biblioteca de la Cámara, que en 1883 pasó a llamarse Biblioteca del Congreso Nacional.
En esos años realizó un viaje a Europa, recorriendo Inglaterra, Francia, Escocia, Irlanda, Países Bajos, Dinamarca, Suecia, Noruega, Rusia, Austria, Portugal, España y Turquía. Durante su trayecto recolectó estudios sobre educación, régimen parlamentario, estadística, reforma penal y escuelas agrícolas. En 1885 tuvo un papel destacado en la reforma de la ley del régimen interior.
Elegido como presidente de la Cámara de Diputados entre el 24 de noviembre de 1885 y el 23 de noviembre de 1886, debió enfrentarse a la minoría de la Cámara que obstruía la aprobación de la ley del cobro de contribuciones. Intentó realizar gestiones conciliatoria, pero estas fracasaron, por lo que declaró cerrado el debate, ante las estruendosas protestas de la minoría.
En 1886 integró el primer gabinete del presidente José Manuel Balmaceda como ministro de Justicia e Instrucción Pública. Propuso una reforma al plan de enseñanza, buscando la implantación del sistema concéntrico, y fundó escuelas para la formación de profesores.
En junio de 1887 se convirtió en el primer ministro de Industrias y Obras Públicas, iniciando los trabajos de la canalización del Mapocho y despachando un proyecto para construir 400 km de vías férreas, defendiendo la idea de la línea longitudinal en contra de la construcción de vías transversales. Dejó el cargo el 1 de mayo de 1889.
El 23 de octubre de 1889 fue designado por el presidente José Manuel Balmaceda como ministro de Hacienda, proponiendo la supresión de la contribución de herencias y una rebaja en los derechos de aduana.
A pesar de haber participado en su gobierno, fue opositor a Balmaceda y apoyó al bando sublevado en la guerra civil de 1891. Fue nombrado por el bando revolucionario como su agente diplomático en Washington, siendo elevado tras la derrota de Balmaceda al cargo de ministro plenipotenciario, debiendo enfrentar los primeros problemas derivados del caso Baltimore.
Ocupó el cargo de ministro del Interior durante el gobierno del presidente entrante, Jorge Montt, realizando una importante reforma de la Beneficencia.
Líder indiscutido del Partido Nacional, volvió a presidir la Cámara de Diputados el 14 de octubre de 1899. En 1900 fue elegido senador por la provincia de Cautín, por el periodo 1900-1906.
Integró la Comisión Permanente de Relaciones Exteriores; la de Instrucción Pública; la de Constitución, Legislación y Justicia; y la de Presupuestos. Fue senador reemplazante en la Comisión Permanente de Gobierno; en la de Hacienda y en la de Industria y Obras Públicas. Fue miembro de la Comisión Conservadora para el receso 1903-1904; 1904-1905 y 1905-1906, siendo reelegido en 1906 por Santiago, integrando la Comisión Permanente de Gobierno. Tras ser electo presidente de la República, el 25 de julio de 1906, no concluyó su periodo y fue remplazado por Joaquín Walker Martínez, cuyos poderes se aprobaron el 12 de enero de 1907.
Ejerció su profesión de abogado representando a firmas extranjeras, siendo abogado jefe de la Casa Grace y Co. Fue miembro del Comité de Sanidad (1887), del Consejo de Instrucción Pública (1896-1902) y de la Caja de Ahorros de Santiago (1902).
Paralelamente, entre 1895 y 1906 fue administrador de la Casa de Orates, periodo durante el cual modernizó y amplió la institución.
Candidato presidencial de la Coalición (nacionales y conservadores) en la elección de 1901, fue derrotado por Germán Riesco Errázuriz, abanderado de la Alianza Liberal. El desprestigio en que cayó el gobierno de Riesco hizo aumentar las esperanzas puestas en Montt, que se volvió a presentar en las elecciones de 1906, aunque ahora como abanderado de la Unión Liberal. Fue elegido con 164 electores contra los 97 de su rival, Fernando Lazcano Echaurren.

## Pensamiento

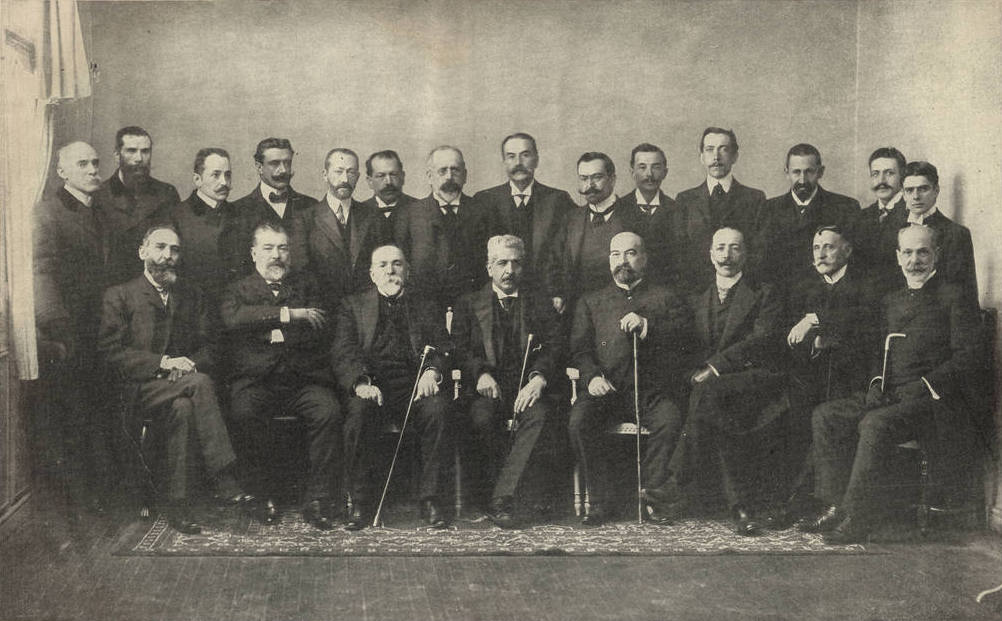
Pedro Montt con la Junta ejecutiva de la Unión Liberal.

A pesar de ser un decidido defensor del sistema parlamentario, realizó severas críticas al régimen. Al respecto advertía: “Todo sistema de Gobierno tiene inconvenientes que es menester corregir conservando sus ventajas. El sistema parlamentario no está exento de esta ley general, y es deber nuestro corregir sus defectos guardando sus beneficios. La acción del gobierno se ha debilitado y es preciso robustecerla”. Concebía la causa de esta situación en la acción de algunos políticos que desean “que la Cámara asuma la plenitud del poder público y en adelante no solo ejerza funciones legislativas, que son las que menos ejerce, sino también funciones administrativas y judiciales”.
Argumentaba que sin partidos fuertes y organizados no podía haber política estable, manifestando su deseo de que en Chile no hubiese más que dos grandes partidos, en contraste con la falta de homogeneidad que provocaba continuas rotativas ministeriales. Consideraba como negativa la capacidad de las minorías de realizar obstrucción parlamentaria.  Criticó la actitud del Parlamento en la aprobación de las leyes de presupuesto, en que argumentaba se sacrificaba en la discusión el interés general para satisfacer intereses particulares, y llegó a apoyar, antes de ser presidente, una iniciativa parlamentaria que limitaba la iniciativa del Congreso en materia de gastos públicos.
Durante su candidatura de 1906, expuso que la institución presidencial había venido sufriendo desde 1892 un sucesivo despojo de sus facultades:

«Una aplicación profundamente adulterada y errónea de las tendencias del gran movimiento constitucional de 1891, ha venido a establecer en la práctica en vez de la saludable y alta influencia legítima del Parlamento en el rumbo y tendencia del Gobierno, el absurdo enorme de que el Gobierno mismo, o sea, la administración efectiva del país, se haga así exclusivamente por los grupos parlamentarios, que han pasado a disputarse así en una rotación ministerial verdaderamente escandalosa el usufructo diario de la administración del Estado.»

Por ello propuso en el manifiesto de la Unión Liberal: facultar al presidente, con acuerdo del Senado, para disolver la Cámara de Diputados; reformar el sistema de elección del Senado y quitarle su condición de cámara política y convertirla en revisora; aumentar el período presidencial y de los parlamentarios; restringir las compatibilidades parlamentarias; reformar el sistema de elección presidencial, y prohibir al Congreso votar aumentos de gastos en los presupuestos.
Ya en la presidencia, sus cartas privadas reflejan una profunda decepción por los vicios del sistema parlamentario y su desengaño por no medir las verdaderas posibilidades que el cargo le otorgaba.

## Presidencia

### Política interna

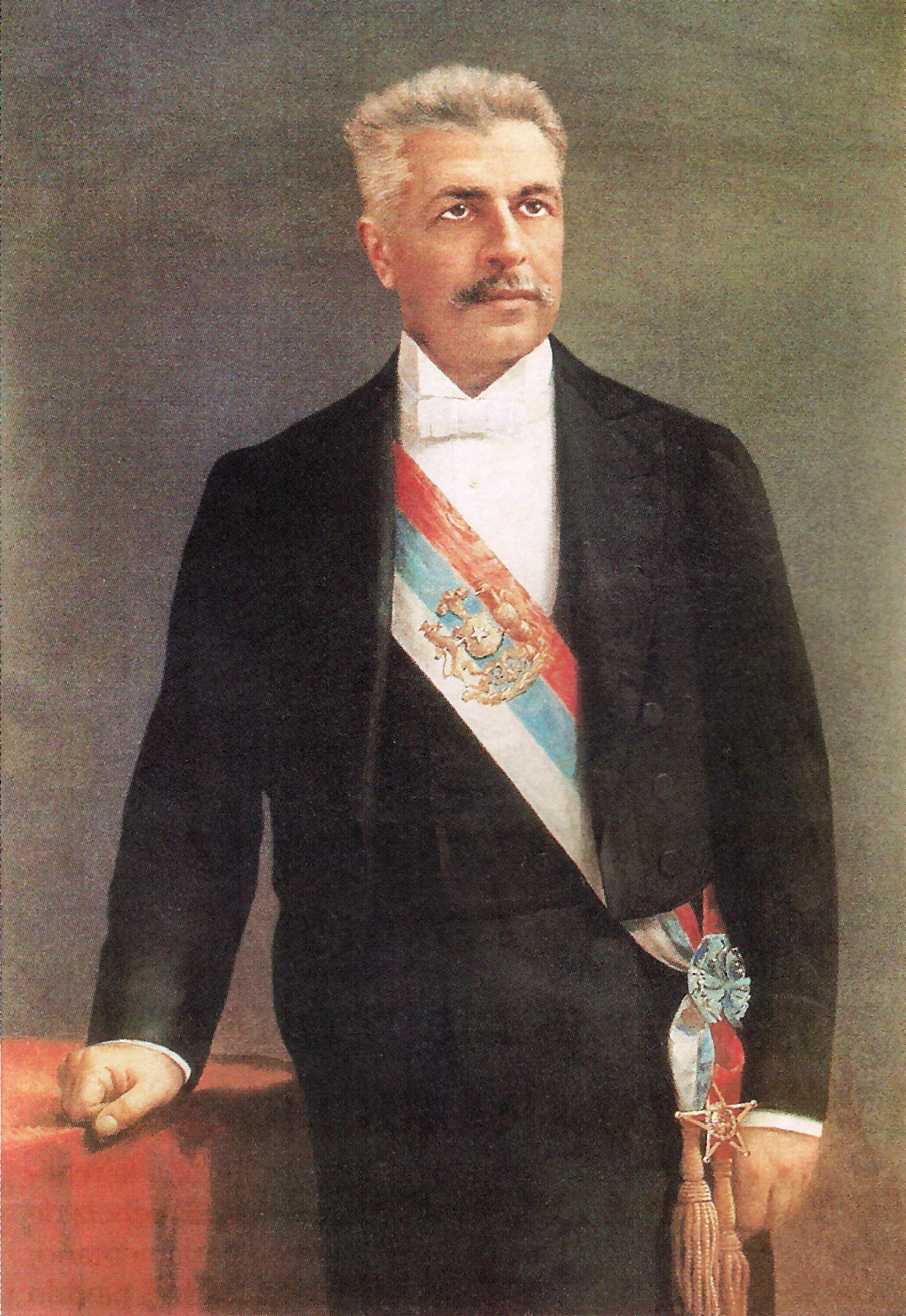
Retrato de Pedro Montt como presidente de la República.

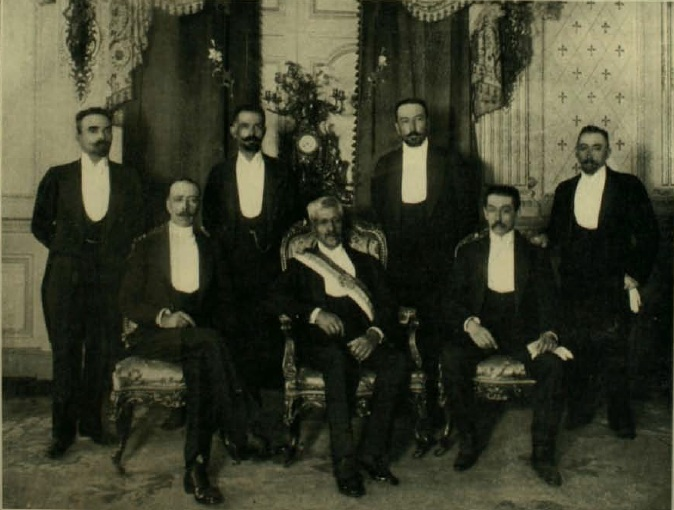
Primer gabinete de ministros de Pedro Montt.

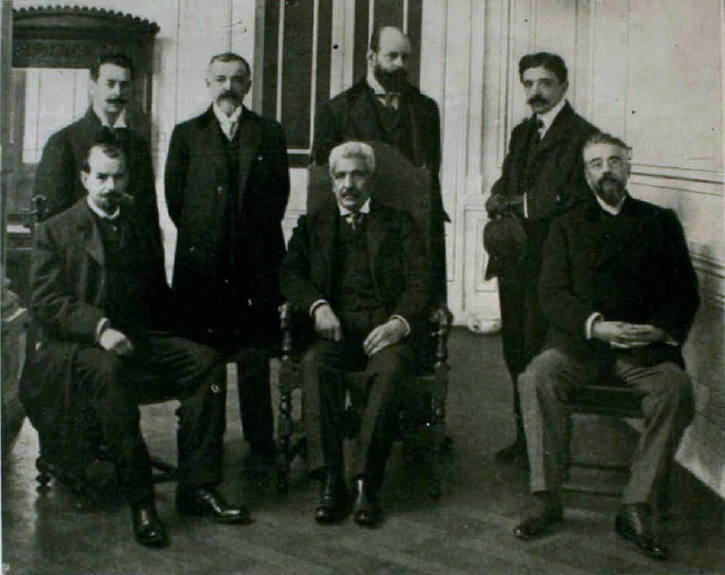
Tercer gabinete de ministros de Pedro Montt.

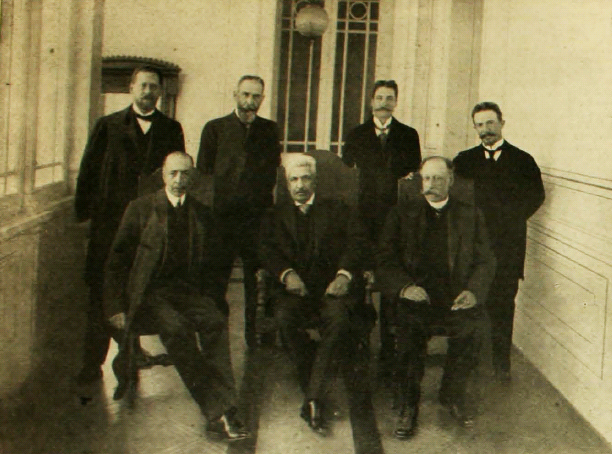
Séptimo gabinete de ministros de Pedro Montt.

Montt tuvo el deseo de iniciar su gobierno con los partidos que lo elevaron a la presidencia, liberales doctrinarios, nacionales, montanas y radicales, confiando la organización de su primer ministerio a Ismael Valdés Vergara. Sin embargo se presentó un conflicto entre radicales y conservadores por la elección de Valentín Letelier como rector de la Universidad de Chile.  Montt dio un golpe de autoridad y, junto con ratificar la designación de Letelier, organizó su primer gabinete sin conservadores, con cuatro liberales y dos nacionales, encabezado por Javier Ángel Figueroa. La elección del conservador Raimundo Larraín Covarrubias como consejero de Estado provocó la primera crisis ministerial.
Ansiaba la estabilidad ministerial y sabía imposible conseguirla confiando en el Partido Liberal Democrático. Este grupo, viendo el intento del presidente por aislarlos, buscaron separar a los conservadores “montanas” del gobierno mediante la agitación de cuestiones doctrinarias. Así obligarían al mandatario a gobernar con sus rivales políticos, lo que en la jerga de la época se denominaba como “embotellar”.
A lo largo de su mandato el presidente sufrió desde el parlamento una oposición feroz. En particular un grupo de diputados conocido como los «tres mosqueteros», Arturo Alessandri Palma, Alfredo Irarrázaval Zañartu y Ramón Rivas, se encargaron de interpelar, censurar y retardar leyes, sin más objetivo que recordarle al mandatario que era solo un hombre y que estaba sujeto a la voluntad de las volubles mayorías parlamentarias.
El gobierno encargó a Vicente Santa Cruz Vargas la formación de un gabinete universal de todos los partidos, que juró el 29 de octubre de 1906. El ministerio defendió el proyecto de ferrocarril longitudinal, a fin de conectar las provincias del norte con los valles transversales. El proyecto fue encargado a firmas extranjeras, con el fin de evitar la corruptora influencia de las empresas nacionales, lo que motivó continuos ataques de la oposición parlamentaria,  que defendía la formación de una flota mercante nacional para conectar el país.

### Manifestaciones de la clase obrera del salitre
El gabinete cayó producto de la reestructuración de la Coalición alrededor de los conservadores reunificados, liberales lazcanistas y liberales democráticos, con mayoría en ambas cámaras. Debió formar un nuevo gabinete con los elementos de la Coalición, que juró el 12 de junio de 1907, con Luis Antonio Vergara como ministro del Interior. Vergara era el rival de Juan Luis Sanfuentes por el liderazgo dentro del balmacedismo, por lo que la nueva Coalición se desintegró por conflictos internos del Partido Liberal Democrático, debiendo Montt formar un nuevo gabinete de administración a cargo de su amigo Rafael Sotomayor. El ministerio juró el 25 de octubre de 1907, el que debió enfrentarse a diversos problemas,
la crisis económica, el colapso del Banco Mobiliario, el caso de la Casa Granja y por sobre todo la efervescencia social en Iquique.

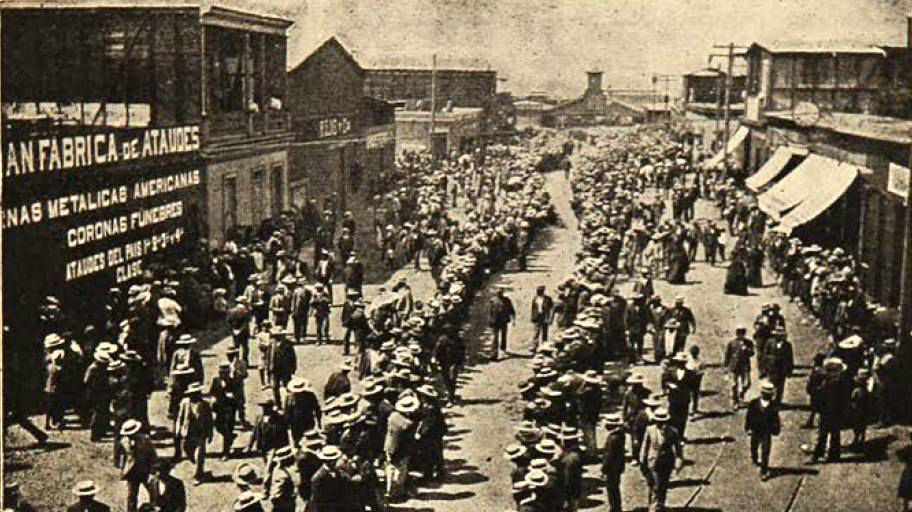
Marcha por las calles de Iquique de obreros del salitre, en 1907, que acabaría con la Matanza de la Escuela Santa María.

#### Matanza de la Escuela Santa María
Al igual que la mayoría de los gobiernos durante el parlamentarismo, este evitaba entrometerse en las negociaciones salariales entre empleadores y trabajadores. Sin embargo, cualquier manifestación pública que estuviese acompañada de protestas era duramente reprimida. En este sentido, el gobierno ordenó al general Roberto Silva Renard reprimir duramente a la huelga general de obreros del salitre en la ciudad de Iquique. 
El episodio, que llegaría a ser conocido como la Matanza de la Escuela Santa María, provocó una cantidad altísima de víctimas, además de reprimir toda posibilidad de desarrollo del movimiento obrero en Chile por más de diez años.

### Inestabilidad política
A pesar de las críticas de la oposición al gobierno por la matanza de Iquique, el gabinete cayó producto del escándalo de la Campaña Salitrera Granja, la que había conseguido un préstamo por seiscientas mil libras esterlinas de fondos fiscales, alegando que la cesantía aumentaría si no se satisfacía su demanda. Antes de dimitir el gabinete, la Casa Granja devolvió el dinero.
El 29 de agosto de 1908 juró un nuevo gabinete, encabezado por Javier Ángel Figueroa y compuesto con liberales, balmacedistas, nacionales y radicales. El debate político se centró en el intento del parlamento por aprobar una ley que postergaba la conversión metálica, a lo que el presidente declaró su cerrada oposición. Por ello el ministerio encontró una fría reacción en las cámaras y tuvo una actuación estéril, no pudiendo aprobar la ley de presupuestos.
El 22 de enero de 1909  asumió un nuevo ministerio con Eduardo Charme como ministro del Interior, que prometió la más absoluta prescindencia en las elecciones parlamentarias de ese año. Después de realizadas las elecciones y en pleno debate por la postergación de la conversión, el partido balmacedista declaró que recobraba su libertad de acción. Tras ello el presidente organizó, sin consultar a los jefes de los partidos, un ministerio presidencial de nacionales y liberales, encabezado por Enrique Alberto Rodríguez, que asumió el 15 de junio.
Montt esperaba que con un gabinete dúctil de amigos personales lograría la conversión metálica, pero no se cumplieron sus esperanzas, puesto que el proyecto de postergación fue aprobado por mayoría absoluta en ambas cámaras. Pedro Montt presentó un veto, a sabiendas de que sería rechazado, pero el ministro de Hacienda no lo firmó y provocó la crisis del ministerio. Como solución se nombró a Agustín Edwards Mac-Clure en Hacienda.
El 15 de septiembre asumió un nuevo ministerio con Ismael Tocornal en Interior, continuando Edwards en Hacienda. Durante este periodo se agravó la enfermedad del presidente, que las continuas contrariedades políticas aceleraban. Sufrió el desprendimiento de la retina de un ojo, obligando a dictar una ley especial para ahorrarle la firma de decretos de menor importancia.
En mayo de 1910 el presidente viajó a Argentina con motivo de las celebraciones de su independencia, dejando a Tocornal en la vicepresidencia.
El ascenso político de Edwards alarmó a varios políticos liberales. Estos convencieron a la directiva liberal para que reclamase la reorganización del gabinete, sobre la base de tener dos carteras. Montt aceptó, pues ello le permitía instalar a un nacional en interior.  Al sector anti Edwards no les molestaba que Montt presentase a Edwards como ministro del Interior, pues contaban con que Sanfuentes le negaría los votos en la directiva balmacedista, ejemplo que seguiría el Partido Liberal. Más, Sanfuentes no cumplió su palabra y el 20 de junio Agustín Edwards organizó un nuevo gabinete.
El propósito de Montt era dejar a Edwards en la vicepresidencia al realizar su programado viaje a Europa. En el Parlamento se atacó a Edwards, acusándolo de ser representante de la oligarquía bancaria. El 29 de julio el presidente sufrió un ataque cerebral que lo mantuvo una hora inconsciente. Al recuperarse, ordenó extender un decreto delegando el mando en el ministro del Interior, a lo que se opuso su círculo íntimo. Finalmente Montt cedió, renunciando Edwards a Interior, siendo remplazado por Elías Fernández Albano, hombre de carácter conciliador, quien juró el 8 de julio.

### Relaciones exteriores

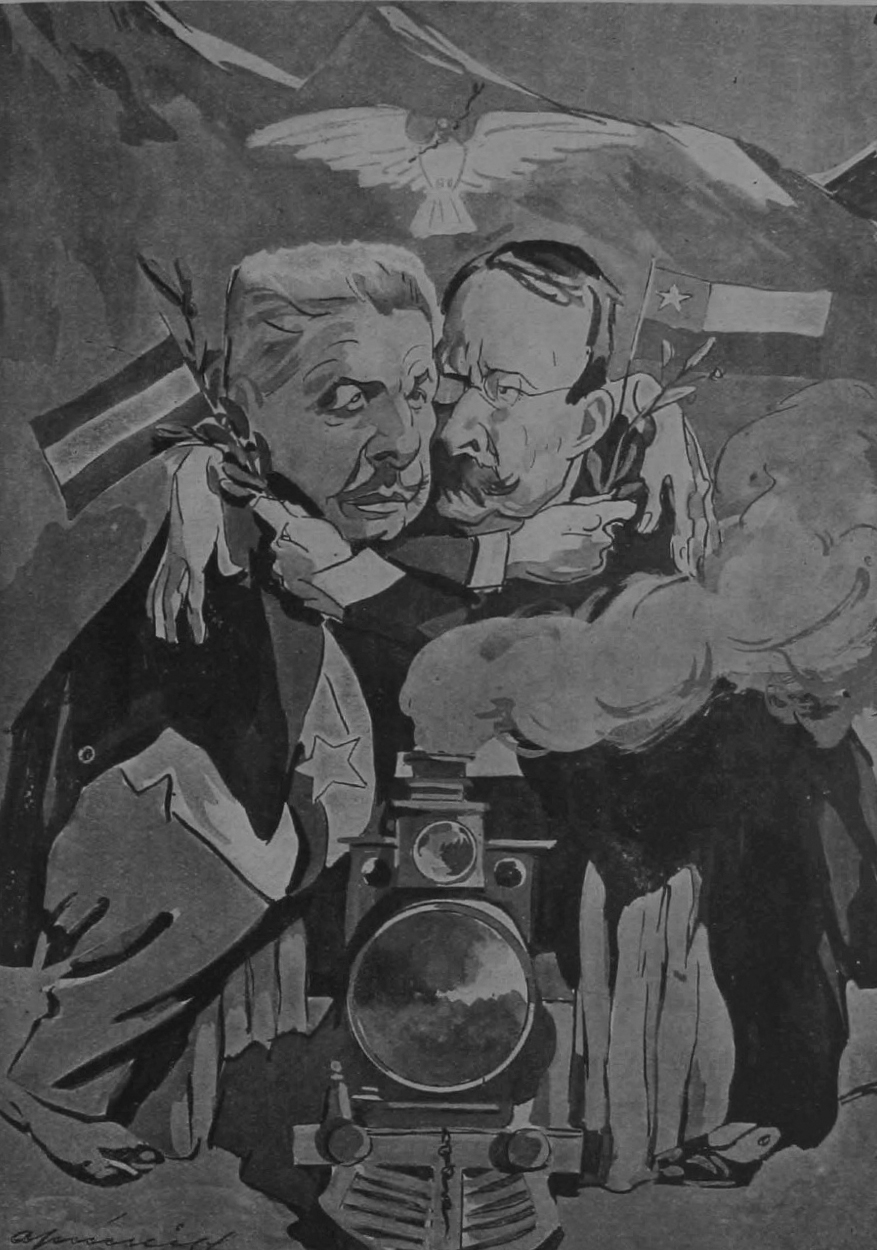
Caricatura de los presidentes Pedro Montt y José Figueroa Alcorta.

Durante su carrera política había sido permanente pacifista, apoyando sin ambages los Pactos de Mayo firmados por el presidente Riesco. Ello le hizo uno de los estadistas chilenos más apreciados en Argentina, por lo que durante su mandato la relación entre ambos países se mantuvo cordial y si bien no se renovó el desarme naval, se avisaron por anticipado las respectivas compras marítimas.
Como momentos culmines de la relación se encuentran la inauguración, el 5 de abril de 1910, del ferrocarril trasandino, y el viaje realizado por el presidente en mayo del mismo año a Argentina con motivo de las celebraciones del centenario del vecino país.
Tampoco existieron conflictos con Bolivia, en vista de que aún se estaba construyendo el Ferrocarril Arica-La Paz. La pacificación de estos dos frentes de conflicto permitió al gobierno disminuir los gastos en las Fuerzas Armadas, lo que motivó a futuro un estancamiento de las instituciones y un resentimiento hacia la clase política que se manifestó en los golpes militares de 1924 y de 1925.
La disputa con el Perú por Tacna y Arica se agudizó durante el periodo, producto de las discrepancias sobre el modo y fecha de la realización del plebiscito que decidiría el destino de estas provincias. En 1908 el ministro chileno en Lima, José Miguel Echeñique, producto de un desaire, regresó airado a Chile. Poco después se declaró persona ''non grata'' al cónsul chileno en El Callao. A eso se sumó un curioso incidente que involucró el robo de unos documentos desde la sede de la Cancillería en Santiago, que llevaron a la detención de los involucrados, uno de los cuales era una mujer peruana capturada en el restaurante "Eleuterio Ramírez" de la capital.
Enturbio aún más la relación el conflicto por los curas peruanos de Tacna y Arica, los que se resistían a la chilenización, lo que provocaba la molestia de los feligreses chilenos. El fracaso de las gestiones para permitir a sacerdotes chilenos actuar en la región motivó a su gobierno a expulsar en 1909 a los curas peruanos del territorio. Como respuesta, el Perú suspendió sus relaciones diplomáticas con Chile.
Las relaciones con los Estados Unidos habían mejorado hasta que este país apoyó en 1909 la reclamación de Alsop y Cia, por una deuda originada en la guerra del Pacífico. El conflicto se resolvió mediante el arbitrio de la Corona británica, que falló en 1911 en contra de Chile, fijando el pago en 191.000 libras. El impase enfrió las relaciones entre las dos naciones, por lo que cuando en la cuarta Conferencia Interamericana los Estados Unidos buscaron una especia de oficialización para la doctrina Monroe, Chile se opuso, alegando la necesidad de mayores estudios.
Las relaciones con Inglaterra fueron cordiales, solo tuvieron momentos de tensión cuando ocurrió la huelga de las salitreras, las cuales eran explotadas por compañías británicas. El rey Eduardo VII envía un buque de guerra a Iquique con órdenes de intervenir si las autoridades chilenas no fueran capaces de proteger las vidas y propiedades de los súbditos del Imperio británico.
El ministro de relaciones exteriores Agustín Edwards Mac-Clure intentó modernizar la Cancillería, que había sufrido la filtración de documentos confidenciales, siendo publicados en la prensa peruana. Buscó estructurar modernamente el ministerio, otorgándole una dirección política, una subsecretaria y una sección de archivo y biblioteca. Se buscó crear una efectiva carrera diplomática reglamentando los ascensos y el número y las sedes de las legaciones. Sus iniciativas legales no fueron aprobadas en el Parlamento y solo se materializaron parcialmente.

### Economía

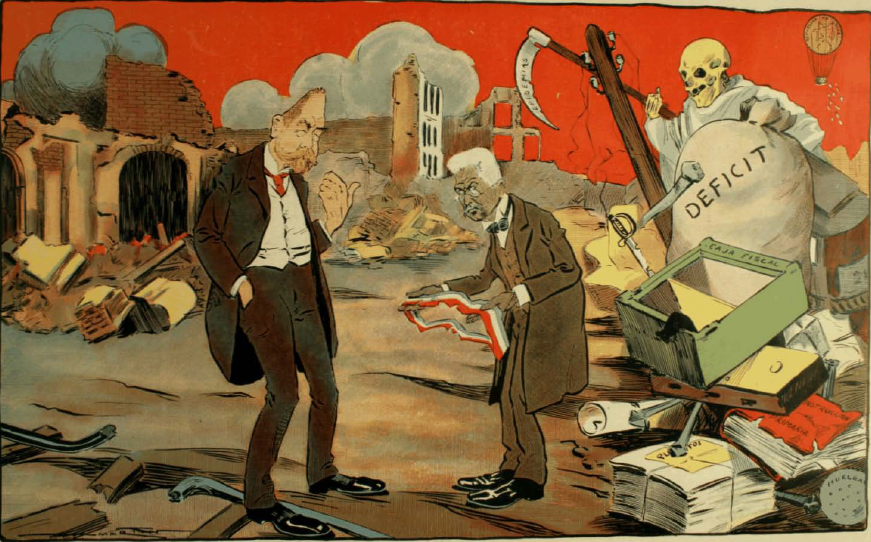
Caricatura sobre el estado del país que recibió Pedro Montt de su antecesor.

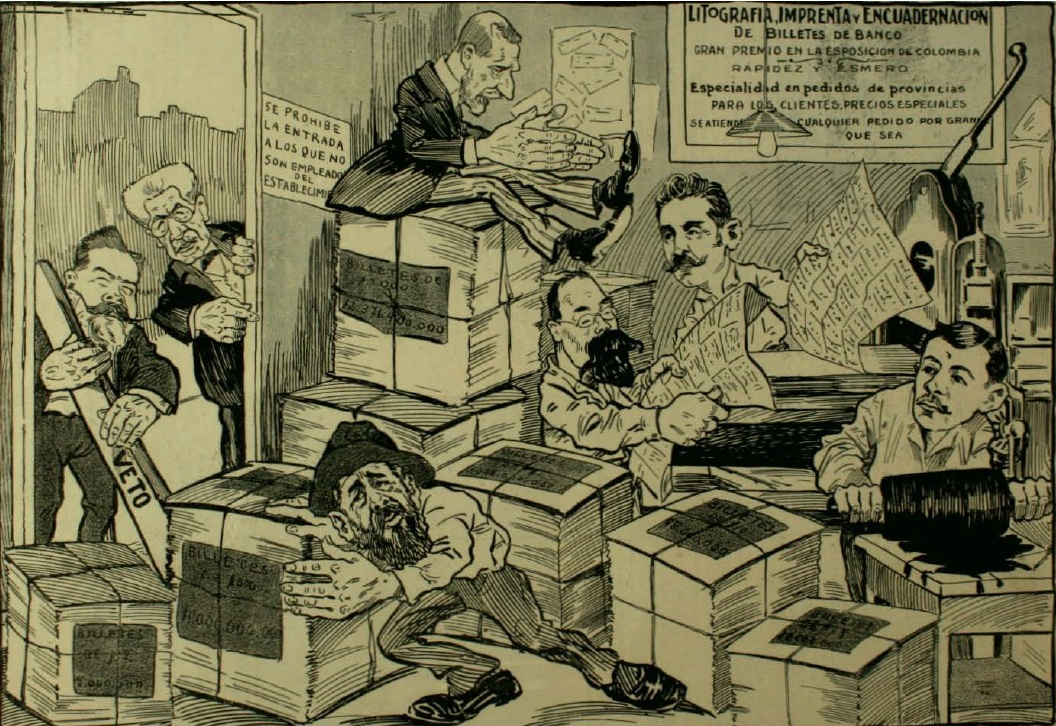
Caricatura sobre el intento del presidente de terminar con la emisión monetaria.

En 1904 se promulgó una ley que postergaba la conversión monetaria y autorizaba una emisión de 30 millones de pesos en papel moneda. Esta emisión provocó una grave crisis especulativa, producto del aumento del circulante y la expansión del crédito. La crisis estalló en enero de 1906, con la quiebra de varias compañías, por lo que se recurrió nuevamente a una emisión monetaria como solución. Si bien Montt disminuyó el número de emisiones, de cualquier manera el Parlamento aprobó otra emisión de billetes en 1907.
Montt se propuso vetar la ley, pero sus ministros le dijeron que lo seguirían y presentaron sus renuncias. Montt les pidió que guardasen el secreto de su dimisión hasta que encontrase un nuevo gabinete que lo respaldara, pero no encontró a ninguno, por lo que debió resignarse, quedando abortada la crisis ministerial.
Los efectos de las continuas emisiones se reflejaron en una altísima inflación. Entre 1903 y 1907 los porotos tuvieron un 36% de aumuento de precio, el trigo un 110% y la carne hasta un 125%.
A esta situación se le añadió una crisis económica internacional y los efectos del terremoto de Valparaíso, lo que repercutió desfavorablemente en la balanza de pagos y en la caída del tipo de cambio. El término de la crisis en 1908 permitió que los dos últimos años de Montt tuvieran cierta holgura en los precios externos, volúmenes exportados, divisas y en las rentas fiscales provenientes del salitre e impuestos de internación.
La industria salitrera tomo una curva ascendente, que coincidió también con una mayor presencia de capitales chilenos, que pasó del 14% al 37% entre 1901 y 1912. También las industrias fabriles experimentaron cierta prosperidad, resultado del fomento a las obras públicas.
El cuatrienio de Montt se caracterizó por un constante déficit presupuestario, producto de su ambicioso plan de obras públicas. Era acusado de derrochador en la Cámara, lo que le llevó a decirle a un cercano: “¿Qué quieren que haga con la plata? ¿Qué se las deje, para que se la roben y la distribuyan a los amigos en forma de empleos y contratos?”.
Durante el gobierno de Montt se aumentó la deuda externa en un 19%, alcanzando a 25.000.000 libras esterlinas. La deuda interna por su parte aumentó un 20%, hasta llegar a los 179.000.00 pesos.
En el gobierno de Montt se debía restablecer el régimen de patrón oro, pero la mayoría parlamentaria deseaba una nueva postergación hasta enero de 1915, a lo que se oponía el presidente, que presentó infructuosamente un veto a la nueva ley.

### Obras públicas
Durante su gestión puso todo su esfuerzo y energía en las obras públicas, reconstruyó Valparaíso, su puerto y el de San Antonio, construyó escuelas para 100.000 alumnos de primaria, terminó la Escuela y Museo de Bellas Artes, la Escuela de Farmacia, el Instituto Comercial, el Instituto de Educación Física y Técnica, la Escuela Normal de Preceptoras de La Serena, etc.
Una de las áreas beneficiadas fue la ferroviaria, con la aprobación en 1908 del proyecto para la construcción del ferrocarril longitudinal, que conectaría el territorio desde Tacna hasta Puerto Montt. Asimismo, dispuso construir la línea férrea desde Ancud hasta Castro, obras que terminaron en 1913. Incluso, Montt inauguró, en 1910, el Ferrocarril Transandino, que unía Los Andes con Mendoza. La muerte le quitó al presidente el sueño de verlo concluido.

### Legislación
Entre las principales leyes de su gobierno destacan: Ley de Descanso Dominical,  N.° 1990 promulgada el 29 de agosto de 1907, que estableció el descanso dominical obligatorio para mujeres y menores de 16 años, si bien para el resto era un derecho renunciable.
La Ley de Alcantarillado Público, N.° 2.106 de 5 de marzo de 1908, que lo autorizó para contratar en licitación pública la construcción de alcantarillados en las ciudades con más de diez mil habitantes. La Ley de transformación de la ciudad de Santiago, del 16 de septiembre de 1909, en que se regulaba la construcción de edificios, apertura, ensanche, unión, prolongación o rectificación de calles, avenidas y plazas,  junto con la creación de nuevos parques y jardines en la ciudad de Santiago.
La creación de la Caja Nacional de Ahorros por la Ley, 2.356, en que se fusionaban las diversas cajas de ahorros y se les colocaba bajo la administración de la Caja Hipotecaria, estando abierta a todo individuo o institución.

## Muerte

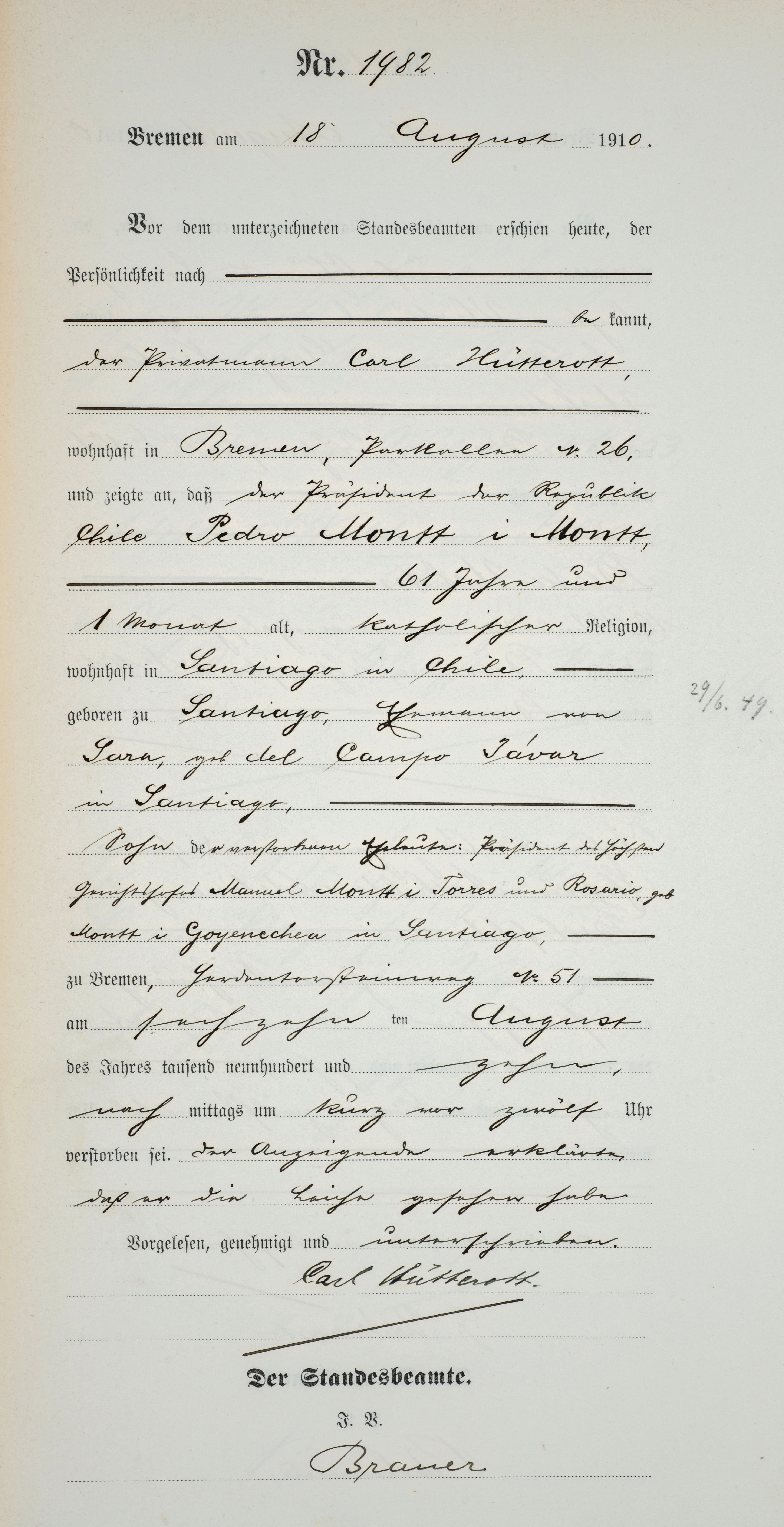
Registro de defunción del presidente Montt.

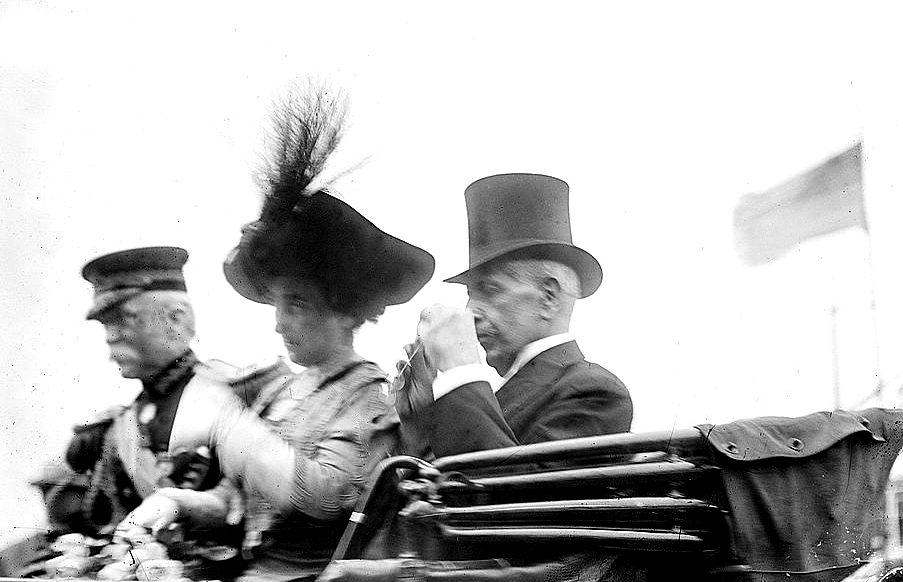
Pedro Montt y su esposa Sara del Campo Yávar.

Montt estaba enfermo de arteriosclerosis y arritmia cardíaca, enfermedades que cada día se iban agravando. En 1902, fue a Río Bueno a consultar por ayuda al Padre Tadeo de Wiesent, famoso por su sistema de sanación hidroterápico, pero se guio solamente por lo que le dijeron sus médicos, haciendo caso omiso a los consejos de Tadeo, y por esta razón, el 16 de julio de 1910, el se embarcó hacia Alemania, junto a su mujer y su médico, esperando que los médicos alemanes pudieran conferirle una mejoría. Dejó a cargo, como vicepresidente de la República, a Elías Fernández Albano. Su barco llegó a Panamá y de allí tomaron un barco a Nueva York, y desde allí tomaron otro a Alemania. El viaje fue muy agotador y debilitó las últimas fuerzas del presidente.
Llegó a Bremen el 16 de agosto. Se alojaron él y su corta comitiva en un hotel. Cerca de la medianoche de ese día se levantó para ir al baño. Su secretario privado, al notar que no volvía después de mucho tiempo, se levantó a buscarle. Al llegar al baño lo encontró muerto, siendo causas probables de su deceso un ataque cardíaco o un derrame cerebral. El 25 de agosto se realizó una ceremonia fúnebre en la Catedral Metropolitana a la cual asistió el vicepresidente Elías Fernández Albano. Se señaló que Fernández Albano contrajo un resfrío durante dicha ceremonia, la cual sería la causa de su muerte el 6 de septiembre.[cita requerida]
Sus restos fueron llevados a Chile, donde se celebraron sus funerales en febrero de 1911, donde asistió una multitud para darle un último adiós. Emiliano Figueroa, que se desempeñaba como titular de la cartera de Justicia e Instrucción Pública, Asumió como  Vicepresidente De la República correspondiéndole a éste presidir las ceremonias del centenario. Hasta la Asunción de Ramón Barros Luco el 23 de diciembre de 1910.